# Babyn Jar. Kontext
Babyn Jar. Kontext ist ein Dokumentarfilm von Sergei Loznitsa, der  im Juli 2021 bei den Internationalen Filmfestspielen von Cannes erstmals gezeigt wurde.

## Hintergrund

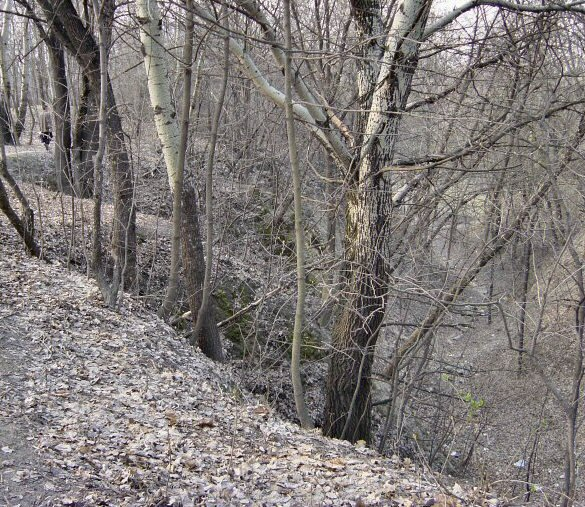
Babyn Jar im Jahr 2004

Bei dem titelgebenden Babyn Jar handelt es sich um ein Tal auf dem Gebiet der ukrainischen Hauptstadt Kiew, in dem deutsche Einsatzgruppen am 29. und 30. September 1941 innerhalb von 48 Stunden mehr als 33.000 jüdische Männer, Frauen und Kinder ermordeten. Es handelte sich dabei um das größte einzelne Massaker an Juden im Zweiten Weltkrieg.

## Produktion
Regie führte Sergei Loznitsa, der auch das Drehbuch schrieb. Dieses basiert auf dem Buch On The Natural History of Destruction des deutschen Schriftstellers W. G. Sebald. Loznitsa hatte bereits seinen Roman Austerlitz aus dem Jahr 2001 für seinen gleichnamigen Dokumentarfilm aufgegriffen, der die Holocaust-geprägte Familiengeschichte des Titelhelden Jacques Austerlitz erzählt.
Die Premiere des Films erfolgte am 11. Juli 2021 bei den Internationalen Filmfestspielen von Cannes. Im April 2022 wurde er beim Festival des mittel- und osteuropäischen Films goEast vorgestellt. Im Oktober 2022 wurde er beim London Film Festival gezeigt.

## Rezeption

### Kritiken
Von den bei Rotten Tomatoes aufgeführten Kritiken sind 89 Prozent positiv.

### Auszeichnungen

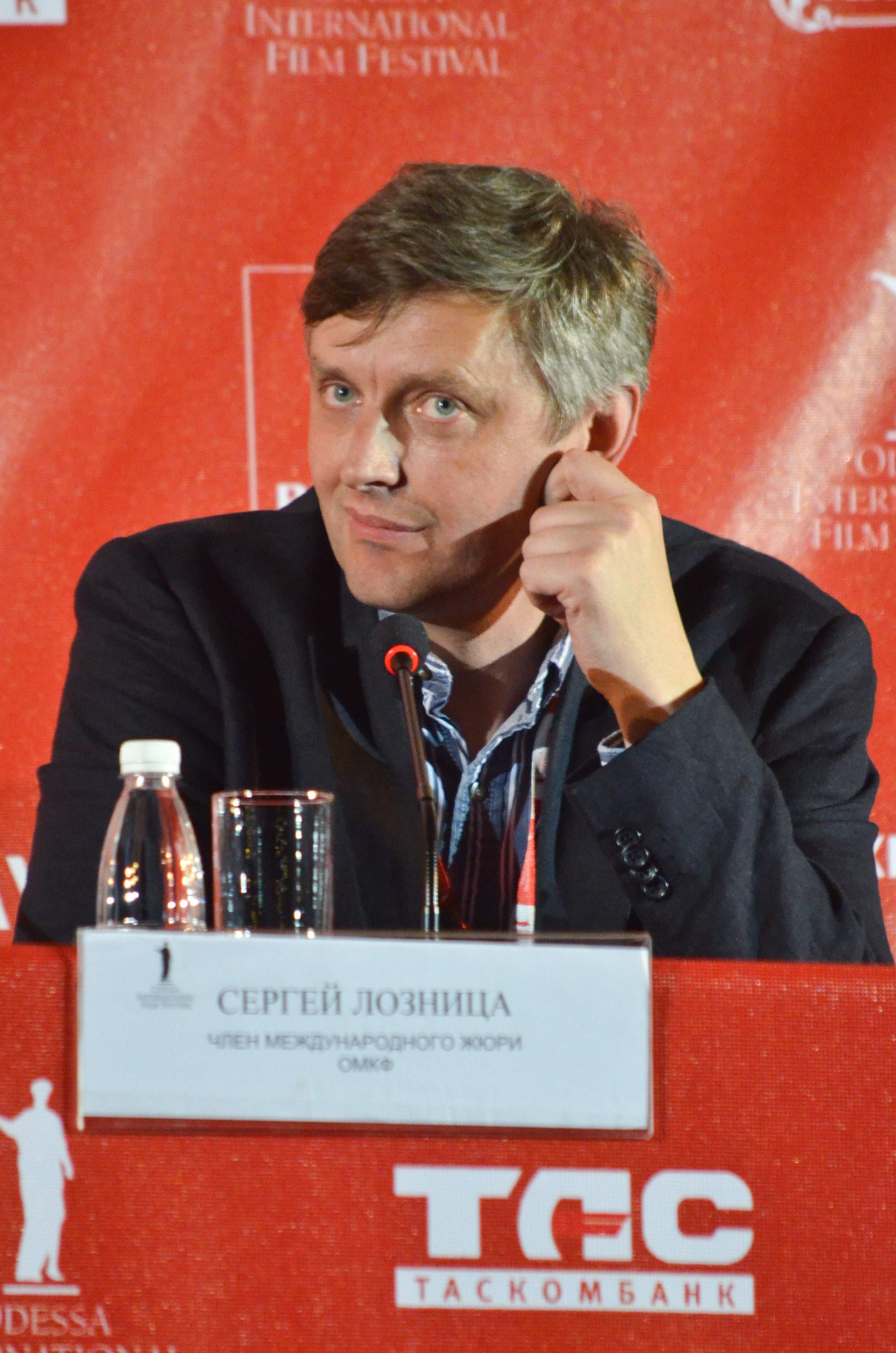
Regisseur Sergei Loznitsa

Chicago International Film Festival 2021
- Auszeichnung mit dem Silver Hugo als Bester Dokumentarfilm (Sergei Loznitsa)[5]

goEast – Festival des mittel- und osteuropäischen Films 2022
- Nominierung für die „Goldene Lilie“ im Wettbewerb[3]

London Film Festival 2021
- Lobende Erwähnung (Sergei Loznitsa)[6]